# 小原かおり
小原 かおり（こはら かおり、1986年10月11日 - ）は、日本のタレント。フリーランス（元オフィスカレント所属）。以前は吉村 瑞穂として活動。

## 出演

### TV
- 「なりギャルTV」(エンタ371、パンチクラブ)
- 「Meet the Girl 水着でデート」(エンタ371、パンチクラブ)
- アイドルコロシアム（MONDO21）

### DVD
- 「17歳の放課後」（ビーエムドットスリー） 2004/9/24発売
- 「現役高校生７」（日本メディアサプライ） 2005/2/18発売
- 「激写Vol.4 小原かおり」（日本メディアサプライ） 2005/4/22発売
- 「美少女禁猟区1 小原かおり18歳」（エッジ） 2005/6/24発売
- 「エイティーンチャンネル」（スパークビジョン） 2005/6/24発売
- 「Meet the Girl Vol.4」（ビーエムドットスリー） 2005/10/26発売
- 「Deep's」（オークラ出版） 2006/4/27発売
- 「アイドルコロシアム 天空のアリーナ」（ローランズフィルム） 2006/9/22発売
- 「in the Water EX 小原かおり」（ジュピター出版）　2007/10/10発売
- 「in the Water 八神千明　with小原かおり」（ジュピター出版）　2008/3/10発売